# Vazaha toamasina
Vazaha toamasina är en spindelart som beskrevs av Griswold 1997. Vazaha toamasina ingår i släktet Vazaha och familjen Cyatholipidae.
Artens utbredningsområde är Madagaskar. Inga underarter finns listade i Catalogue of Life.